# Siergiej Bortkiewicz
Siergiej Bortkiewicz (Russisch: Серге́й Эдуа́рдович Бортке́вич, Sergéj Eduárdovitsj Bortkévitsj; Pools: Siergiej Edwardowicz Bortkiewicz, Oekraïens: Сергі́й Едуа́рдович Бортке́вич, Serhíj Eduárdovyč Bortkévyč) (Charkov, 28 februari 1877 – Wenen, 25 oktober 1952) was een Oekraïens componist en pianist van Poolse afkomst.

## Leven
Bortkiewicz is geboren in Charkov (Oekraïne) als zoon van Edward en Zofia-Uszynska Bortkiewicz. De familie was van Poolse adellijke afkomst en bezat het landgoed Artemovka niet ver van Charkov.
Bortkiewicz studeerde muziektheorie bij Karl von Arek en Anatoli Ljadov aan het conservatorium van Sint-Petersburg en vanaf 1900 aan het conservatorium van Leipzig bij Alfred Reisenauer (piano) en Salomon Jadassohn (compositie).
In 1904 trouwde hij met Elisabeth Geraklitova. Uit het huwelijk werden geen kinderen geboren. Zij vestigden zich in Berlijn. Als pianist gaf hij concerten in heel Europa. Hij gaf ook privéles, en was een jaar als leraar verbonden aan het Klindworth-Scharwenka-Konservatorium. Hij maakte daar kennis met de Dordtse pianist en componist Hugo van Dalen (1888-1967), met wie hij tot zijn dood bevriend zou blijven.
Met het uitbreken van de Eerste Wereldoorlog in 1914 brak een ellendige periode aan, die werd gekenmerkt door armoede en het herhaaldelijk moeten vluchten voor oorlogsgeweld. Hij vluchtte terug naar Rusland. Na de revolutie verliet hij in 1918, net als zovelen, zijn vaderland en vestigde zich na enkele jaren samen met zijn vrouw in Wenen in 1922. In 1925 werd hun het Oostenrijkse staatsburgerschap verleend.
Bortkiewicz overleed op 25 oktober 1952 en Elisabeth Geraklitova-Bortkiewicz op 9 maart 1960. Beiden liggen begraven op het Zentralfriedhof in Wenen.

## Stijl
Bortkiewicz was niet zo’n getalenteerd pianist als Medtner of Rachmaninoff maar maakte toch wel een paar Europese tournees. Volgens critici kon hij alleen maar zijn eigen werk redelijk spelen en was zijn pianospel hard en schokkerig.
Bortkiewicz schreef op het eind van zijn leven: "Ik ben een romanticus en een melodie-man en ik hoop dat ondanks het feit dat ik de zogenaamde ‘moderne’, atonale en kakofonische muziek verafschuw, ik toch een paar opmerkelijke werken heb geschreven zonder de reputatie te krijgen van een epigoon te zijn of iemand die andere componisten die voor hem hebben geleefd geïmiteerd heeft."
Bortkiewicz leefde tot ver in de tweede helft van de 20e eeuw, maar componeerde uitsluitend in de laatromantische stijl van de 19e eeuw.

## Lijst van composities
- op. 1 Pianoconcert (vernietigd door de componist)
- op. 2 Liederen
- op. 3 Vier Klavierstücke (Capriccio, Étude, Gavotte-Caprice, Primula Veris)
- op. 4 Impressionen (7 Klavierstücke)
- op. 5 Minuit voor piano (Andante con moto, Allegro quasi presto)
- op. 6 Trois Morceaux voor piano (Prélude, Valse triste, Étude)
- op. 7 Mélodie en Menuet-fantasie voor piano
- op. 8 Esquisses de Crimée
- op. 9 Pianosonate in B
- op. 10 Vier Klavierstücke
- op. 11 Six pensées lyriques (piano)
- op. 12 Trois morceaux
- op. 13 Zes Preludes (piano)
- op. 14 Aus meiner Kindheit (6 leichte Klavierstücke für die Jugend)
- op. 15 Tien etudes voor piano
- op. 16 Pianoconcert Nr. 1
- op. 17 Lamentationen und Consolationen (piano)
- op. 18 Klavierstücke
- op. 19 Othello. Symphonische Dichtung. 1914
- op. 20 Concert voor cello en orkest in één deel
- op. 21 Der kleine Wanderer. 18 Miniaturen voor piano
- op. 22 Concert voor viool en orkest in D
- op. 23 Zeven Gedichten van Paul Verlaine (liederencyclus)
- op. 24 Trois morceaux (piano)
- op. 25 Drei Stücke für Cello und Klavier
- op. 26 Sonate voor viool en piano in g
- op. 27 Drie walsen (piano)
- op. 28 Pianoconcert Nr. 2 (voor de linkerhand alleen, geschreven voor Paul Wittgenstein)
- op. 29 Douze nouvelles Etudes „illustrées“ (piano)
- op. 30 Musikalisches Bilderbuch. Aus Andersens Märchen (piano)
- op. 31 Russische Weisen und Tänze (quatre mains)
- op. 32 Per aspera ad astra. Pianoconcert Nr. 3 in een deel, met orkest
- op. 33 Tien preludes
- op. 35 Een Roman (piano)
- op. 37 Arabische Nachten (Ballett, 1916)
- op. 39 Kindheit (piano)
- op. 40 Zeven preludes
- op. 42 Ballade (piano)
- op. 43 Liederen
- op. 46 Elegie (piano)
- op. 48 Klavierstücke
- op. 50 Akrobaten (Opera, 1938)
- op. 51 Österreichische Suite für Streichorchester. 1939
- op. 52 Symfonie Nr. 1
- op. 53 Ouvertüre
- op. 54 Klavierstücke
- op. 55 Symfonie Nr. 2
- op. 56 Liederen
- op. 58 Joegoslavische Suite
- op. 59 Lyrica Nova (piano)
- op. 60 Pianosonate Cis
- op. 62 Liederen
- op. 63 Klavierstücke
- op. 65 Vier Klavierstücke
- op. 66 Preludes
- op. 71 Drei Melodramen
- op. 72 Liederen
- op. 73 Liederen
- op. 74 Liederen